# Hugo Simberg
Hugo Gerhard Simberg (24. června 1873 Hamina – 12. července 1917 Ähtäri) byl finský malíř a grafik. Pocházel z rodiny carského důstojníka, výtvarné školy ve Vyborgu a Helsinkách nedokončil a učil se malovat soukromě u Akseliho Gallena-Kallely. Na přelomu století cestoval po Evropě, dlouho pobýval v Paříži, kde získal diplom na Světové výstavě 1900. Byl učitelem na výtvarné akademii Suomen Taideyhdistys. Spolu s Magnusem Enckellem vytvořil v letech 1904 až 1906 interiér katedrály v Tampere. Je také autorem loga dřevařské společnosti UPM-Kymmene.
Simberg byl hlavní představitelem symbolismu ve finském výtvarném umění. Jeho obrazy spojují realistický až naivistický styl malby se skrytým filosofickým podtextem, jako v jeho nejznámějším díle Zraněný anděl z roku 1903. Obraz mj. použila skupina Nightwish ve videoklipu k písni Amaranth.
Většina Simbergovy tvorby se nachází ve sbírkách helsinské galerie Ateneum.

## Ukázky z díla

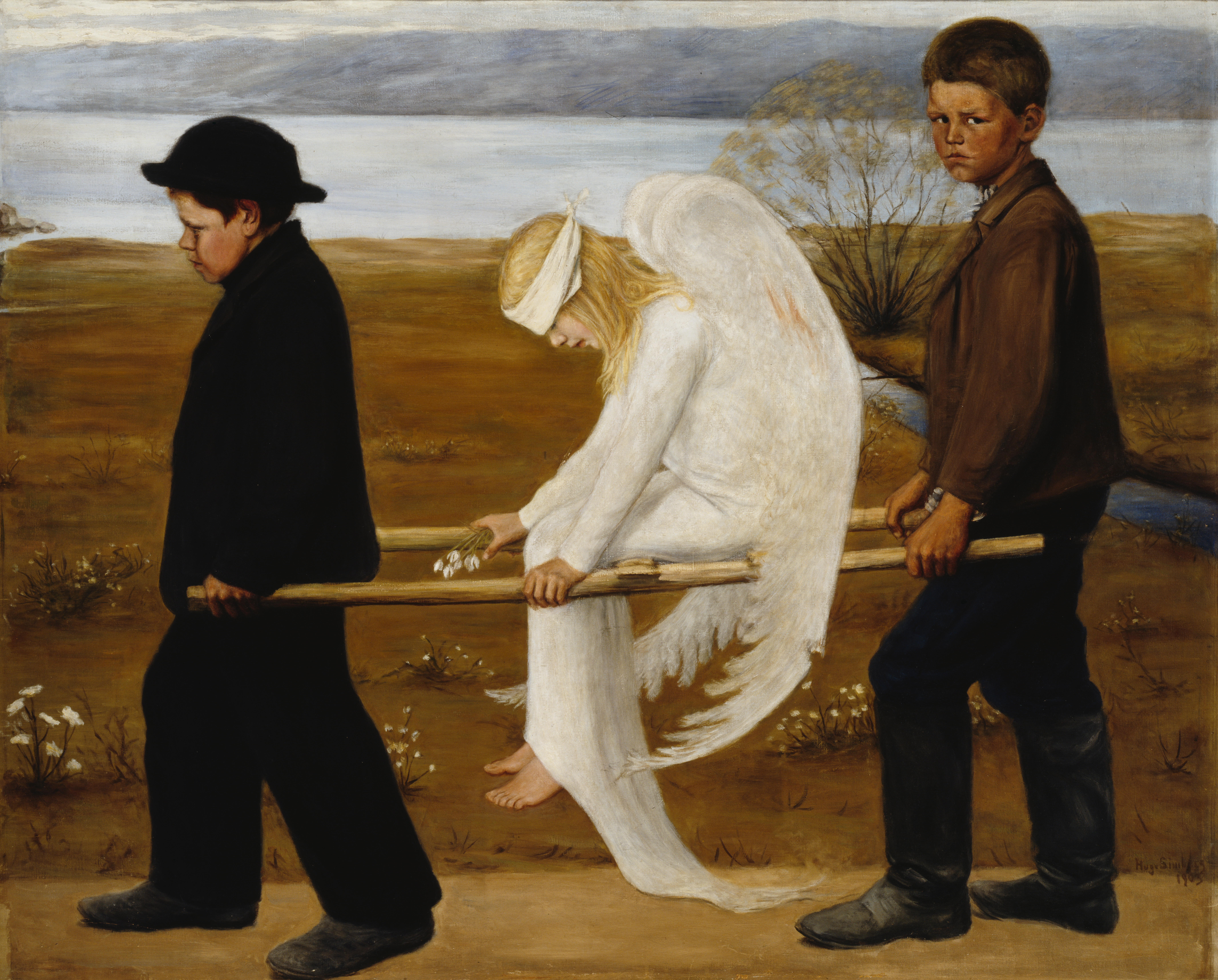
Zraněný anděl
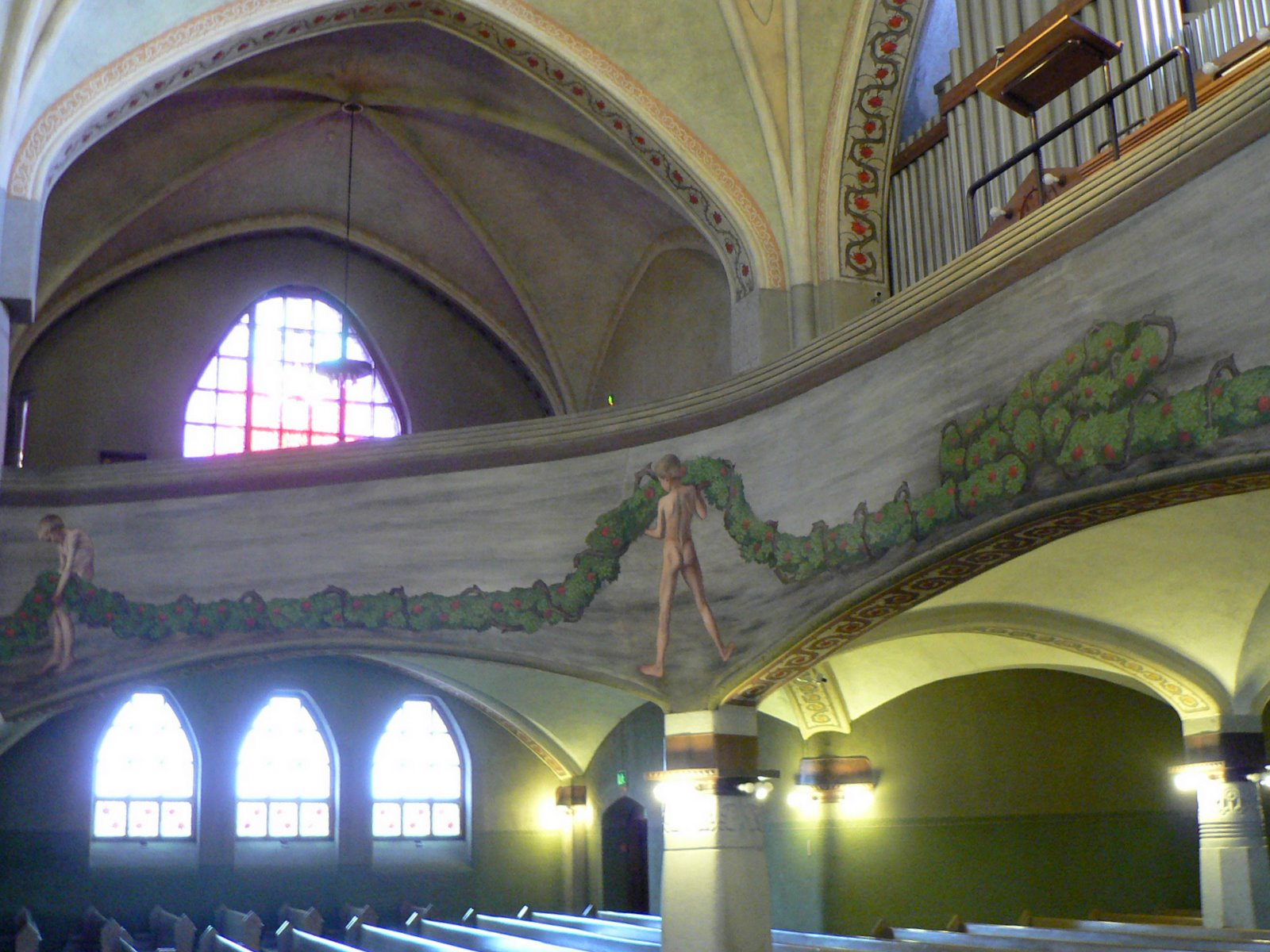
Freska v tamperské katedrále
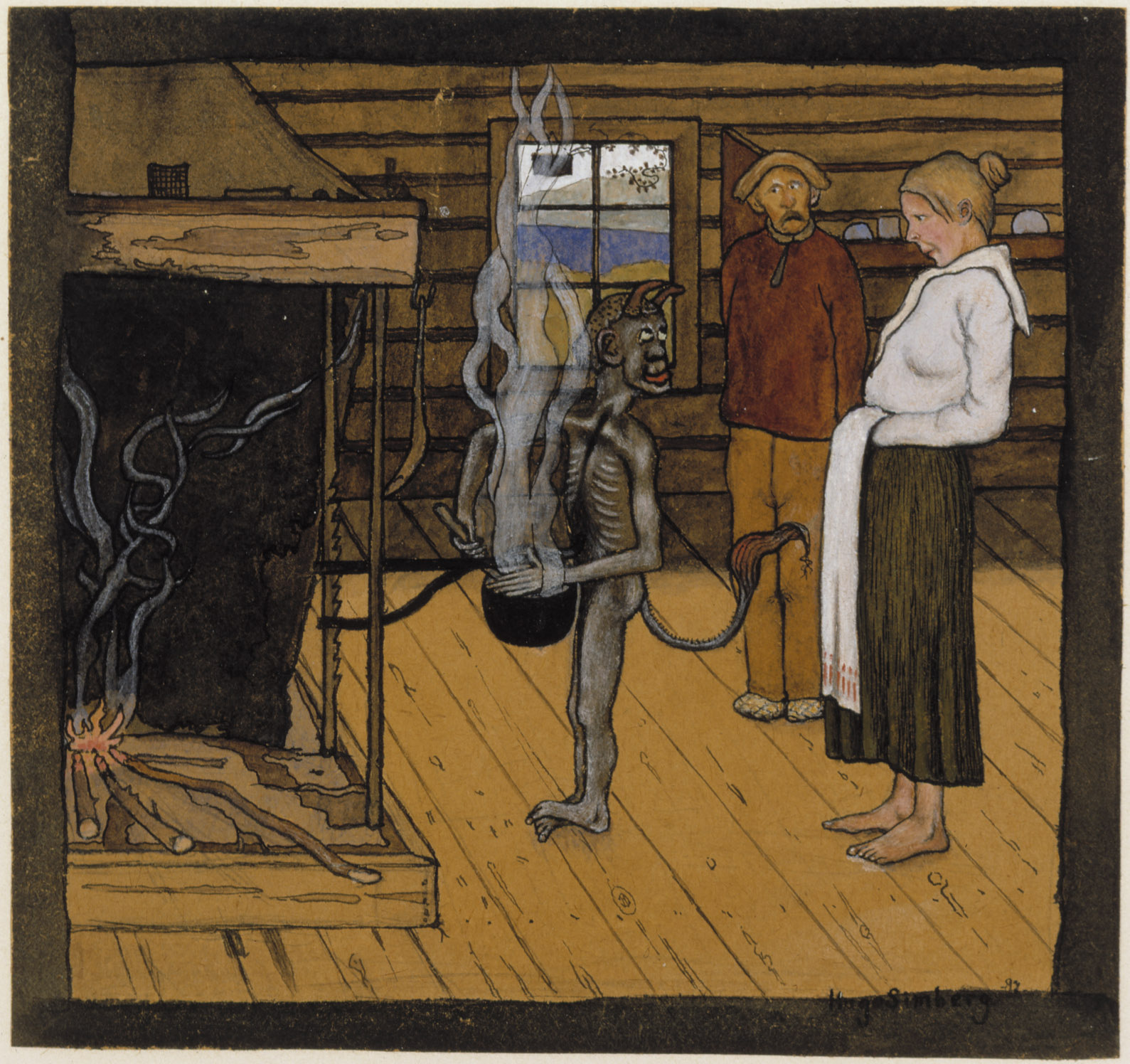
Ďábel s kotlem